# Serse Coppi
Serse Coppi, nacido el 19 de marzo de 1923 en Castellania, en la Provincia de Alessandria, en el Piamonte, y fallecido el 29 de junio de 1951 en Turín, fue un ciclista italiano, hermano de Fausto Coppi.

## Biografía
Serse Coppi fue profesional de 1946 a 1951. Su victoria más importante fue la conseguida ex aequo con André Mahé en la París-Roubaix en 1949. Murió a causa de las heridas sufridas en la cabeza cuando se cayó durante el Giro del Piemonte. Su hermano Fausto tuvo dificultades para recuperarse de la muerte de Serse.
Su victoria en la París-Roubaix 1949 fue ex-æquo con André Mahé ya que este último junto con Frans Leenen y Jacques Moujica fueron mal orientados por la policía al entrar al velódromo y entraron a la pista por la puerta de la sala de prensa. Mahe cruzó primero la línea de meta. El pelotón pasó poco después encabezado por Serse Coppi.
Mahé fue nombrado ganador e hizo la vuelta de honor. Serse Coppi, con el apoyo de su hermano Fausto, puso una reclamación: el itinerario oficial no ha sido respetado por los primeros corredores. Mahe fue descalificado, y Serse Coppi nombrado ganador. Durante la semana siguiente, la Federación Francesa de Ciclismo (FFC) designó vencedor a Mahe. La Federación Italiana de Ciclismo impugnó esta decisión ante la Unión Ciclista Internacional (UCI), que anuló el resultado en agosto y fijó la decisión final en noviembre, durante su convención en Zúrich. Por su parte, Fausto Coppi amenazó con no seguir participando en la París-Roubaix, si no se tomaba una decisión favorable a su hermano. La UCI decidió bajo presión otorgar la victoria a André Mahé y a Serse Coppi.

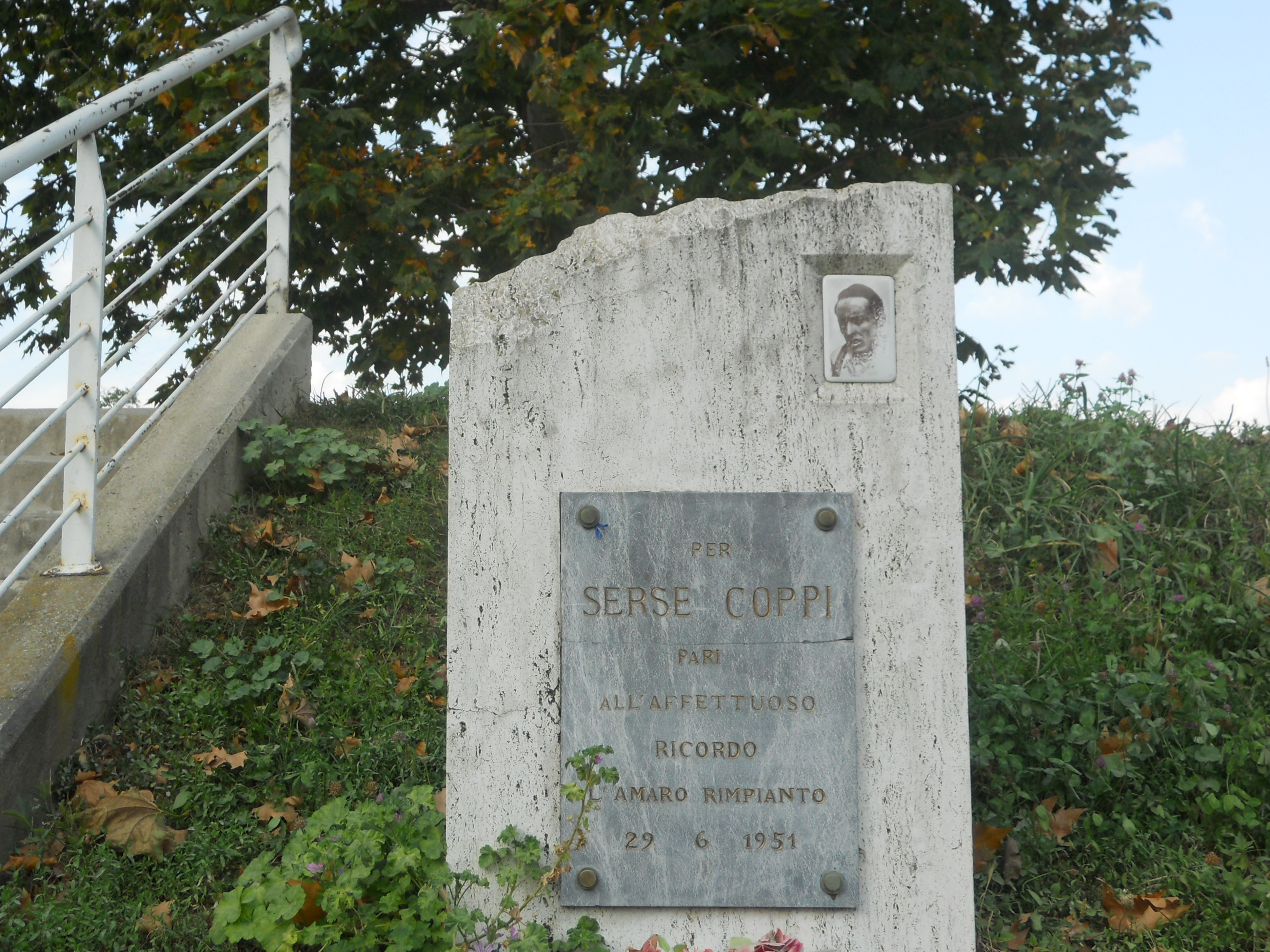
Lápida dedicada a Serse Coppi, delante del velódromo de Turín
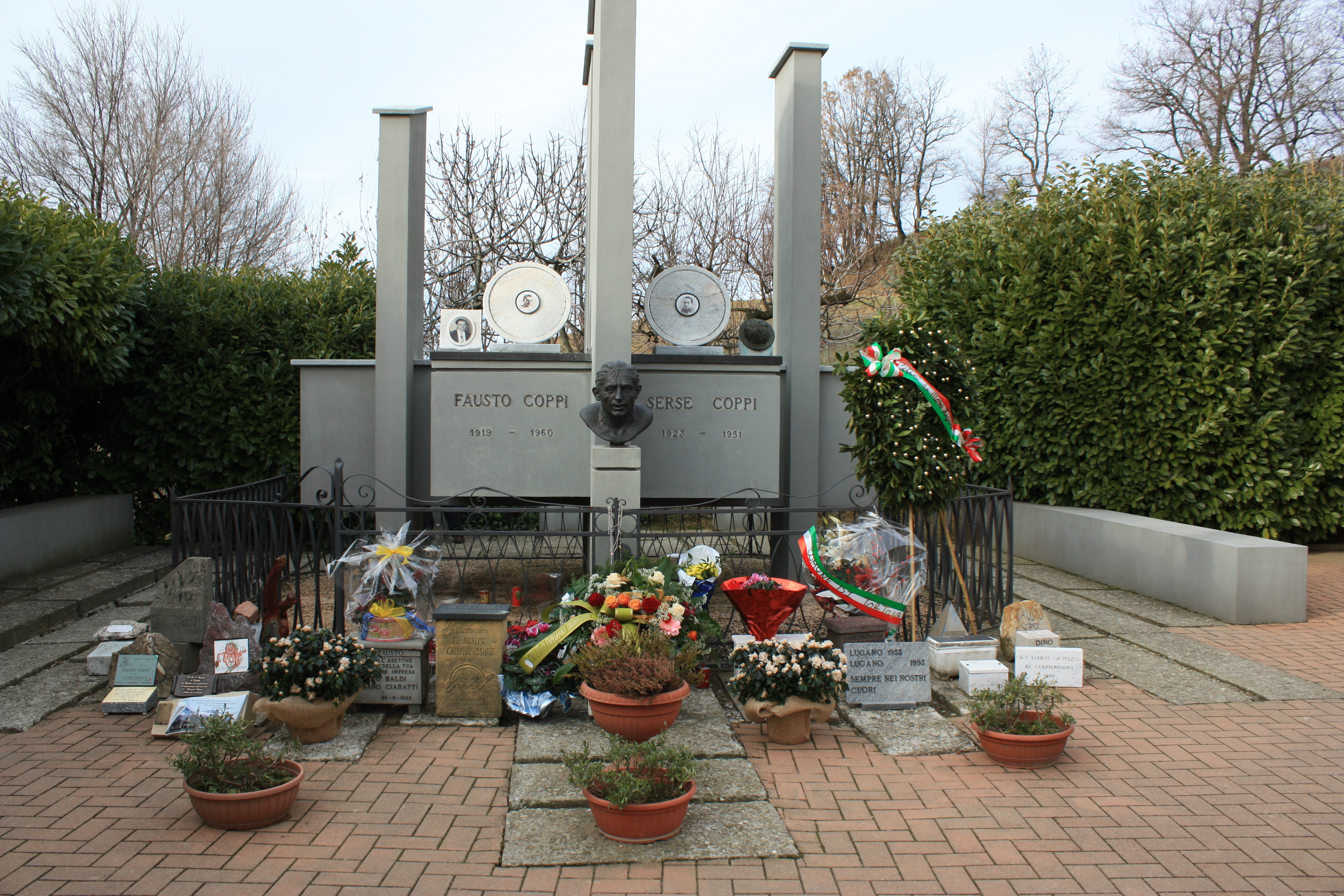
Tumba de Fausto y Serse Coppi, en el jardín de su casa en Castellania
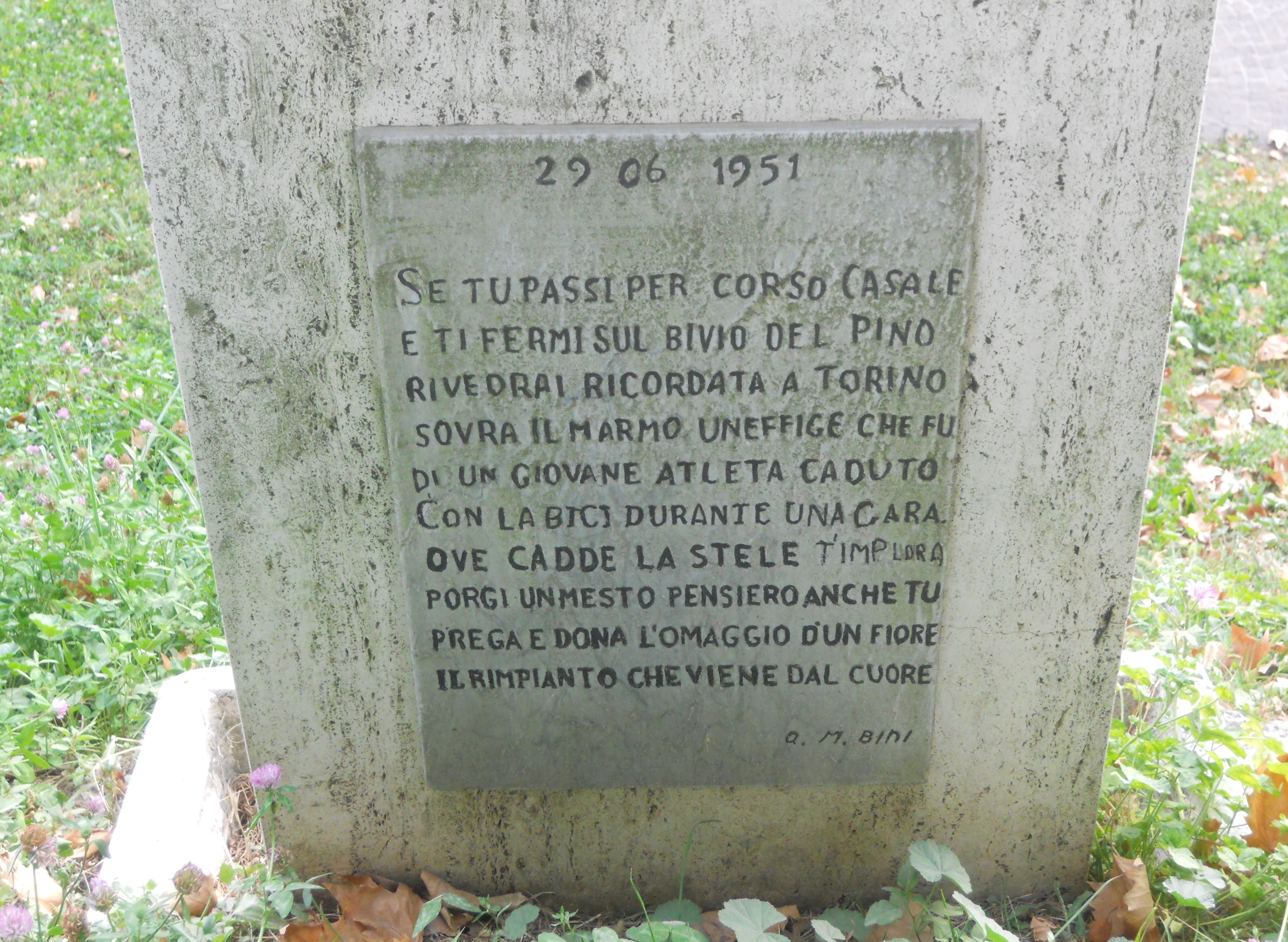
Dedicatoria a Serse Coppi, en el jardín adyacente al velódromo de Turín

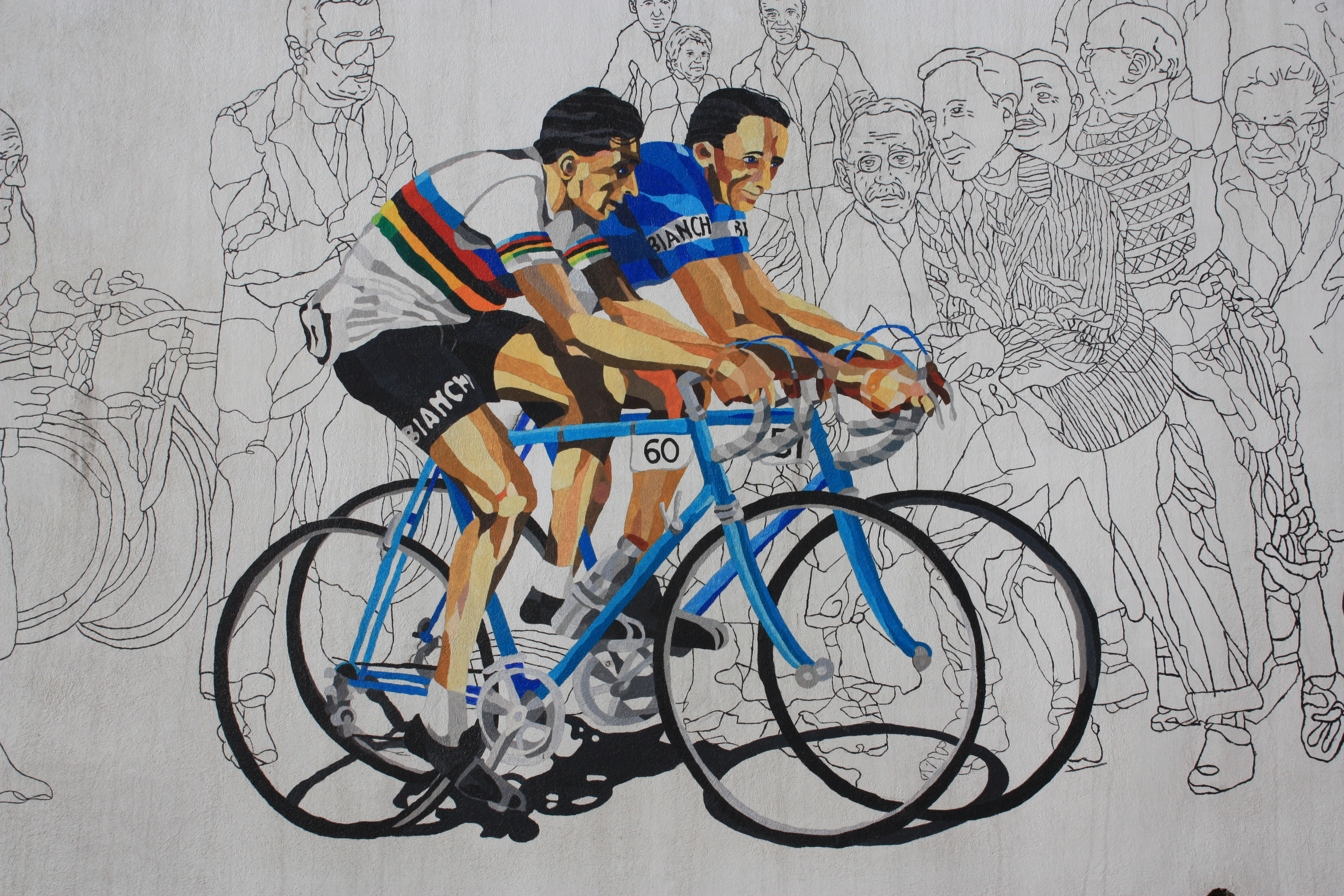
Mural en Castellania. Serse Coppi (con maillot azul) y su hermano Fausto

## Palmarés
1949
- París-Roubaix (ex-æquo con André Mahé)

1950
- 1 etapa de la Roma-Nápoles-Roma

## Resultados
| Carrera | Carrera         | 1945 | 1946 | 1947 | 1948 | 1949 | 1950 | 1951 |
| ------- | --------------- | ---- | ---- | ---- | ---- | ---- | ---- | ---- |
|         | Giro de Italia  | —    | 24.º | Ab.  | —    | 55.º | 60.º | 54.º |
|         | Tour de Francia | —    | —    | —    | —    | —    | —    | —    |
|         | Vuelta a España | —    | —    | —    | —    | —    | —    | —    |